# Stenocephalemys albocaudata
Stenocephalemys albocaudata és una espècie de mamífer rosegador de la família dels múrids. És endèmic del sud-est d'Etiòpia, on viu a altituds d'entre 3.000 i 4.377 msnm. El seu hàbitat natural són els erms d'altiplà. És una espècie en risc mínim, és a dir, no sembla que hi hagi cap amenaça significativa per a la seva supervivència. El seu nom específic, albocaudata, significa 'cuablanc' en llatí.